# Delias echidna
Delias echidna é uma borboleta da família Pieridae. Foi descrita por William Chapman Hewitson em 1861. Encontra-se no reino Indomalaio (Serang) e no reino Australasiano (Ambon); isto é, é encontrado em ambos os lados da linha Wallace.
A envergadura é de cerca de 64-70 milímetros.

## Subespécies
- D. e. equidna (Ceram)
- D. e. Ambonensis Talbot, 1928 (Ambon)